# Хоннольд, Алекс
Алекс Хоннольд (Хоннолд), полное имя — Александр Джей Хоннольд (англ. Alexander J. Honnold; род. 17 августа 1985) — американский скалолаз, прославившийся своими одиночными восхождениями на большие стены. Он побил несколько рекордов скоростных подъёмов, наиболее известный из которых — фри-соло «тройной короны Йосемити» (Yosemite Triple crown) за 18 часов 50 минут (скалолазные маршруты по Южной стене на вершину Уоткинс (Mount Watkins), «Free Rider» на Эль-Капитан и «Regular Northwest Face» [по северо-западной стене] на Хаф-Доум). Ему и Томми Колдуэллу принадлежит рекорд прохождения маршрута «Нос» (The Nose) на Эль-Капитан (6 июня 2018 года — 1:58:07 — на 20 с небольшим минут быстрее предыдущего достижения, установленного 21 октября 2017 года Брэдом Гобрайтом и Джимом Рейнольдсом — 2:19:44).
Лауреат премии Роберта и Мириам Андерхилл (англ. Robert and Miriam Underhill Award), вручаемой Американским альпклубом за выдающиеся достижения в альпинизме (2018).

## Биография
Алекс Хоннольд родился в Сакраменто, штат Калифорния (США), где и начал лазать по скалам в возрасте примерно 11 лет. В детстве он много занимался математикой и естественными науками. Он окончил школу с отличием и поступил в Калифорнийский университет в Беркли, специальность — инженер. 
В 19 лет он бросил учёбу и с тех пор все своё время посвящает скалолазанию. Хоннольда вдохновляют такие скалолазы, как Питер Крофт, Джон Бачар и Томми Колдуэлл, который впоследствии стал его постоянным партнёром по восхождениям.
Йосемитский национальный парк благодаря большим стенам и длинному альпинистскому сезону стал его любимым районом. Алекс тренировался здесь на многих скальных маршрутах, но особо притягательными для него стали стены Эль-Капитана. 
В 2010 году Хоннольд получил «Золотой скальный крюк» (Golden Piton) за достижения в скалолазании.
В ноябре 2011 года Хоннольд и Ханс Флорин не успели установить рекорд времени в прохождении Носа (The Nose) на 45 с. с общим временем 2:37. 27 июля 2012 г. эта же связка установила рекорд на том же маршруте со временем 2:23:51.
Алекс часто использовал потрясения в личных отношениях для создания нужного ему настроя на фри-соло. В феврале 2013 года Алекс, живший в то время в трейлере, припаркованном у дома Криса Вайднера в Лас-Вегасе, осознал, что его отношения со Стейси Пирсон, с которой они много раз расставались до этого, окончены окончательно. Он сразу же поехал в Зайон, где сделал первое фри-соло контрфорса Шуна (Shune’s Buttress, 250 м). Во второй половине дня был обещан снегопад, однако Алекс был уверен, что быстро пройдёт эти 8 питчей. Маршрут оказался сложнее, чем он предполагал, — снег застал его в верхней части маршрута, Алекс оказался в метель на обледенелой заснеженной скале. Отломив зацепку, Алекс упал на 2,5 м вниз сквозь ветви небольшого дерева. Приземление на маленький каменный уступ спасло ему жизнь.
12—14 февраля 2014 года Алекс и Томми Колдуэлл совершили траверс семи вершин в массиве Фицрой в Патагонии (Аргентина). При переходе через ледник Алекс провалился в трещину, однако сумел из неё выбраться. 
В ноябре 2016 года Алекс предпринял попытку фри-соло на Эль-Капитан по маршруту «Фрирайдер». У него онемели пальцы ног, кроме того, его беспокоила травмированная лодыжка и нервировала съёмочная группа фильма «Фри-соло», так что он принял решение прервать восхождение и спуститься. 
По мнению Марка Синнота «то, к чему он стремился, было похоже на мировой рекорд по прыжкам в длину между двумя небоскрёбами, расположенными на расстоянии девяти метров друг от друга». 
3 июня 2017 года Алекс впервые в истории скалолазания прошёл фри-соло (один и без использования страховки) маршрут «Фрирайдер» на Эль-Капитан (7с/+ (5.12d).
Хоннольд почти круглый год живёт в своем фургоне и тратит меньше 1000 долларов в месяц, которые позволяют ему следовать за погодой и все время лазать. Последнее время он много путешествует и создал собственный благотворительный фонд.

## Техника лазания
Алекс предпочитает большие стены и лазание на сложность (даже став всемирно известным, он осознаёт, что его техники не достаёт, чтобы, к примеру, участвовать в чемпионатах по скалолазанию). Для выполнения маршрутов «фри-соло» он оставляет себе запас сложности в несколько пунктов (со страховкой или партнёром он может ходить технически более сложные маршруты). 
Алекс может часами сидеть в одиночестве, обдумывая особенности маршрута. По его мнению, для запоминания расклада и последовательности движений его мозг использует нейронные связи, сложившиеся за годы занятий математикой. Алекс ведёт тщательный учёт всех своих восхождений, подробности которых он детально описывает в блокноте.
По словам Марка Синнота, Алекс «с большой лёгкостью подначивает других выходить из зоны комфорта». Скалолазы из окружения Алекса, напротив, стараются особо не обсуждать с ним его фри-соло проекты и говорить о них осторожно, чтобы не создавать психологического давления и не влиять на принятие им решений в ту или иную сторону. 
Алекс не любит пересекаться в горах с незнакомыми альпинистами; в то же время иногда он может начать делиться советами с начинающими, если видит, что у них есть проблемы.

## Личные качества
Алекс не является аутистом, но считает, что находится в этом спектре. В юности у него были большие проблемы с общением. 
Алекс — страстный книгочей, он увлекается классической, научной и экономической литературой. Когда его спрашивают о вероисповедании или духовных взглядах, он отвечает: атеист. 
Партнёры Алекса по восхождениям часто называли его «ребёнком» — не только из-за внешнего вида, но и особенностей поведения. Сам Алекс долгое время также не воспринимал себя взрослым: «Теперь у меня есть веб-сайт! С ним я себя чувствую как настоящий взрослый» — написал он в Facebook в 2013 году.
Алекс ненавидит отдых. Он регулярно тренируется на фингерборде, точно придерживаясь своего расписания тренировок с помощью смартфона. В дни, свободные от восхождений, он бегает, катается на велосипеде и ходит в пешие походы по горам. 
С 2012 года Алекс не ест мясо, однако в 2023 году признался, что теперь иногда его употребляет. Он не пьёт ни кофе, ни алкогольные напитки, а также минимизирует потребление соли, однако очень любит сладкое. Зачастую на вечеринках и встречах с друзьями Алекс пьёт просто воду.
В повседневной жизни Алекс стремится экономить и проявлять непритязательность. Приобретя просторный дом с тремя спальнями в штате Невада в 2014 году, он предоставил своей подруге Санни заниматься его обстановкой, а сам продолжал жить в своём трейлере, припаркованном на подъездной дорожке.[значимость факта?]

## Избранные знаменитые прохождения
- Скоростное прохождение маршрута Нос на Эль-Капитан с Хансом Флорином. Время: 2:23:51[9]
- Однодневное восхождение по маршруту Фрирайдер в мае 2007 года в возрасте 21 год.[10]
- Бусидо (Bushido) и  Гонконг Фуи (Hong Kong Phooey) в Юте между 9 и 11 марта 2008 г.[11]
- Одиночное восхождение на Тройной короне Йосемитов (Yosemite Triple Crown — Mt. Watkins, El Capitan, and Half Dome) за 18 часов 50 минут; на 90 % фри соло.[12]
- Прохождение фри соло маршрутов Небеса (Heaven, 7с) и Космические обломки (Cosmic Debris, 8а) в национальном парке Йосемити[13]
- Первое повторение хайболла Кевина Йогерсона (Kevin Jorgeson) Амброзия (Ambrosia, 8а) в Бишопе (Bishop), штат Калифорния, США.[14]
- Прохождение фри соло маршрута Феникс (The Phoenix), первой в США 7с+.[15]
- Прохождение фри соло маршрута Астронавт и нос корабля (Astroman and Rostrum) в долине Йосемите за один день в сентябре 2007 г., стал вторым человеком, который сделал это после Питера Крофта (Peter Croft, в 1987 г.).[16]
- Прохождение фри соло маршрута Опора на свет Луны (Moonlight Buttress) в национальном парке Зайон в Юте 1 апреля 2008 г.
- Прохождение фри соло Северо-западной стены Полукупола (Regular Northwest Face of Half Dome) 6 сентября 2008 г.[17]
- Прохождение фри соло Полукупола (Half Dome) за 1 час 22 минуты в мае 2012 г.[12]
- Повторение маршрутов Парфянская стрела (Parthian Shot), Новый правитель (New Statesman), Чокнутый (Meshuga) (фри соло), он-сайт Gaia (и повторение его фри соло) и он-сайт фри соло Лондонской стены (London Wall) во время поездки в Англию в конце 2008 года
- Babel (800 м), L'axe du Mal (500 м), Rivières Pourpres (5.12с, 500 м) совместно с Томи Колдуэллом и фри-соло Rivières Pourpres (2016, Тауждад, Марокко). В команду поддержки входили Джимми Чин, Майки Шефер, Джим Хёрст, Дэйв Олфри, Клэр Попкин (съёмки) и Марк Синнот.
- Первое в истории скалолазания прохождение скалы Эль-Капитан по маршруту «Freerider» в технике фри соло (в одиночку, без страховки) в 2017г.[18]